# Laura Palmés
Laura Palmés (Barcelona, 1954 - id., 24 de junio de 2011) fue una periodista española.
Tras licenciarse en Periodismo trabajó en el diario catalán Avui. Más tarde se incorporó a Televisión Española donde trabajó como reportera y destacó en sus reportajes sobre los asesinatos de Atocha, la guerra del Sahara Occidental y, sobre todo, uno elaborado sobre la eutanasia —Eutanasia: morir para vivir— fijado en la entrevista a Ramón Sampedro que fue el primer español en solicitar legalmente la muerte asistida. Laura Palmés, también con una grave enfermedad degenerativa diagnosticada cinco años antes del reportaje —esclerosis múltiple—, obtuvo con él el Premio Ciudad de Barcelona en 1994 y, tras pedirle a Sampedro que dejase constancia en unos folios de su experiencia, publicó la novela Darrere les palmeres (Detrás de las palmeras). Estos trabajos sirvieron de base para que Alejandro Amenábar realizase su película Mar adentro, donde Laura Palmés inspira el personaje de Julia (Belén Rueda) en la película.